# D.Gray-man
D.Gray-man (ディー.グレイマン, Dī Gureiman) est un shōnen manga de Katsura Hoshino. Il est prépublié  entre mai 2004 et avril 2009 dans le magazine hebdomadaire Weekly Shōnen Jump puis dans le magazine mensuel Jump Square entre novembre 2009 et décembre 2012 par suite de problèmes de santé de l'autrice. Après trois ans d'absence, la prépublication de la série reprend dans le magazine trimestriel Jump SQ.Crown à partir du 17 juillet 2015. 29 tomes sont sortis au Japon au 4 juillet 2025. La version française est éditée par Glénat depuis septembre 2006, le tome 28 est sorti le 23 août 2023. 
Une adaptation en série télévisée d'animation produite par TMS Entertainment a été diffusée entre le 3 octobre 2006 et le 30 septembre 2008 sur TV Tokyo (producteur-diffuseur) et TV Setouchi (premier diffuseur), sous la direction de Osamu Nabeshima. Dans les pays francophones, l'éditeur Kana Home Video détient les droits de l'anime, et la série a été diffusée pour la première fois le 1er septembre 2008.
Une suite de 13 épisodes, nommée D.Gray-man Hallow, est diffusée du 4 juillet au 26 septembre 2016. Ce nouvel anime, toujours produit par TMS Entertainment avec un nouveau staff animation, est réalisé par Yoshiharu Ashino et propose un design et un doublage différent des personnages. Elle est disponible en simulcast sur Wakanim et en Blu-Ray aux éditions @Anime dans les pays francophones.

## Synopsis
Vers la fin d'un XIXe siècle imaginaire et particulièrement gothique, le jeune Allen Walker est un exorciste appartenant à un ordre spécial appelé Congrégation de l'Ombre. Le but de cet ordre est d'affronter et d'éliminer des armes vivantes appelées Akuma (armes créées avec l'âme d'un mort et/ou le corps d'un de ses proches), ainsi que leur créateur, le Comte Millénaire, dont le but est de détruire le monde et l’espèce humaine. Pour mener à bien ce combat, les exorcistes disposent chacun d'une Innocence, sorte d'arme personnelle fantastique extrêmement rare. Mais voilà que le clan des Noé (aussi appelé Noah) et amis du Comte Millénaire, vient faire son apparition sur le champ de bataille des exorcistes.
Ils sont des êtres semi-humains, se disent les descendants de Noé, et sont dotés d'une puissance phénoménale, mettant les exorcistes sur le tapis. La lutte est rude pour sortir le monde de l'emprise des ténèbres…

## Personnages

### Exorcistes
Les Exorcistes sont considérés comme les élus de Dieu. Appelés aussi moines de l'ombre, Ils sont reconnaissables à leurs longs habits noirs et à la croix de rosaire en argent massif cousu sur leur manteau, un peu au-dessus de la poitrine, au niveau de l'épaule gauche. Ils sont les soldats de la Congrégation de l'Ombre, répartis sous plusieurs unités. Chacune des unités correspond à un Maréchal : Marian Cross, Froi Tiedoll, Winters Sokaro, Cloud Nine et Kevin Yeegar. Plus tard, Yû Kanda rejoindra leur rang, prenant la place de Kevin Yeegar, assassiné par le noah Tyki. Ces Maréchaux sont eux-mêmes sous l'ordre de Grands Maréchaux et autres hommes.
La mission des exorcistes est de détruire les Akuma, libérant ainsi l'âme prisonnière qui peut alors reposer en paix ; et de trouver les 109 Innocences dispersées dans le monde.
Les Innocences furent créées il y a 7 000 ans et ont été utilisées pour vaincre une première fois le Comte Millénaire, mais malgré cette victoire, la Terre paya un lourd tribut, cet épisode a été nommé dans la Bible, le Déluge, qui dura 40 jours.
Les Innocences sont des armes anti-Akuma aussi appelées "cristal divin". Pour qu'elles fonctionnent, il faut qu'elles soient en possession d'une personne compatible, qui deviendra un Exorciste.
Si jamais Dieu est renié ou oublié par un exorciste, l'Innocence le rejettera, le transformant en une bête de destruction massive avant de finir de consumer son énergie vitale pour finir par le tuer (cf Suman Dark, volume 5, chapitre 45, épisode 53). Dans la Congrégation, des expériences ont été réalisées, menant à essayer de créer des Exorcistes en insérant une Innocence dans le corps d'un homme dont un des parents proches étaient exorcistes et portant donc les gènes de ceux-ci. Est alors créé un « Rejeté » (cf épisode 53).
Il existe plusieurs types d'Innocence :
- Innocence de type symbiotique ou parasite, qui est directement dans le corps de l'exorciste. Les exorcistes possédant une Innocence de type symbiotique, comme Allen Walker ou Arystar Krory, sont immunisés contre le poison des Akuma mais sont consumés par l'Innocence, réduisant grandement leur durée de vie. Il y aurait peut être une différence entre le type parasite et le type symbiotique : en effet, le symbiotique concernerait une partie du corps qui contiendrait l'Innocence, tandis que le parasite pourrait être autre qu'une partie du corps, comme le singe de Cloud Nine ou le Tombeau de Maria de Cross Marian. Du fait de sa caractéristique à modifier le corps, les types symbiotiques ont souvent été rejetés par la population et traité de monstre, ce fut le cas d'Allen et Krory qui ont toujours été seuls avant de rencontrer des gens lié au monde des akumas.
- Innocence de type équipement, qui se trouve dans un objet que possède l'exorciste comme le katana de Kanda, les bottes de Lenalee ou encore le maillet de Lavi. Les Innocences de ce type peuvent évoluer, on parle alors d'Innocence de type cristallin.
- Innocence de type gardien, c'est le cas de l'Innocence de Hevlaska, c'est une innocence encore unique à ce jour.
- Innocence de type cristallin, qui est une innocence de type équipement qui se transforme en innocence semblable à celles de type symbiotique. Pour cela l'Innocence doit avoir une volonté particulière qui consiste à protéger ou à aider son utilisateur et ce dernier doit avoir la même volonté et utilise le sang du porteur. La première à évoluer est l'Innocence de Lenalee (cf volume 16, chapitre 157, épisodes 103) qui a un bracelet à chaque cheville fait de son sang. Dans le chapitre 208, Kanda obtient lui aussi une innocence de type cristallin.
- Innocence de type Autonome, il n'y en existe qu'une seule dénommée Apocryphos (apparition chapitre 203) elle n'a pas besoin d'être liée à un exorciste, sa seule fonction et but est de protéger le cœur, par conséquent elle est recherchée par le clan Noé depuis 7 000 ans, sa présence signifiant la présence proche du Cœur. Contrairement aux autres innocences qui peuvent être détruites par les Noé, Apocryphos ne souffre pas de ce handicap et mettra à mal Tyki Mikk et Road Kamelot en les combattant. Apocryphos est l'équivalent de la faucheuse pour les Noah. Elle ne semble pas être une alliée pour autant.

L'une d'elles, « le Cœur », est la source de toute Innocence, si elle est détruite, toutes les Innocences le seront. Elle est recherchée par la Congrégation de l'Ombre et par le Comte Millénaire. Il existe également plusieurs « races » d'exorciste : les exorcistes « normaux » (de première génération), compatibles avec l'innocence, et les exorcistes de deuxième génération, créés par la congrégation.
Kanda est un exorciste de deuxième génération ainsi qu'Alma Karma, malgré le fait que sa synchronisation fut un échec (cf volume 19, chapitre 188). Les exorcistes de deuxième génération ont la faculté de se régénérer. De ce fait, le virus des Akuma ne les affecte pas, tout comme un symbiotique (volume 18, lorsque Kanda se fait mitrailler par l'Akuma de niveau 4).
- Les exorcistes de troisième génération, des « semis-Akuma » qui ont fusionné au niveau cellulaire avec l'œuf à Akuma et sont donc partiellement changé en ceux-ci. Alma Karma, après avoir subis cette même transformation, leur a transmis son patrimoine génétique, il est la « matrice ». À la fin de leurs vies, ils deviennent eux-mêmes matrice et donnent naissance à des nouveaux exorcistes de troisième génération, perpétuant ainsi le cycle de vie de leur race. Ces exorcistes ne possèdent pas d'innocence, de ce fait un akuma détruit par un troisième génération voit l’âme qu'il contient disparaître avec lui, ce qui fut constaté par Allen, grâce à son œil maudit. Tous les exorcistes de troisième génération sont exterminés ou réduits à l'état d'outil par le comte Millénaire à cause de leur partie Akuma (Arc Alma Karma)

### Clan Noé
Les Descendants de Noé (aussi appelé Noah), le seul survivant du Déluge, sont les alliés du Comte Millénaire et donc les ennemis des exorcistes ; ils ont une haine particulièrement féroce envers l'innocence et les humains. Ils sont 13 au début du manga. Le quatorzième (ou Nea) est parti car il était opposé aux agissements du Comte. Appelé « Le Musicien », sa capacité était de contrôler l'arche de Noé en jouant une mélodie particulière (appelée dans l'animeThe 14's song), - Allen sera lui aussi capable de jouer cette mélodie dont les symboles lui furent appris par Mana (du moins c'est ce que la mémoire que lui a implantée le quatorzième lui fait croire) -. Il s'est en réalité implanté dans Allen comme un parasite 35 ans plus tôt. Dans le tome 21 on apprend qu'il veut tuer le Comte pour prendre sa place.
Chacun des descendants de Noé possèdent une partie du « souvenir de Noé » (dans le tome 19 on apprend qu'à l'origine, le « souvenir de Noé » était déjà divisé en 12 apôtres, sans compter Adam) : le Rêve (Road Kamelot), le Plaisir (Tyki Mikk), la Colère (Skin Borik), le Lien (Jasdero et Davidi qui forment Jasdavi), le Désir (Sheryl Kamelot), la Luxure (Lulu Bell), la Miséricorde (Mercym), le jugement (Tryde), la Voracité (Fiddler), la Puissance (Might), la Connaissance/Sagesse (Wisely) et enfin Adam, le Comte Millénaire. Ils pensent être les vrais apôtres de Dieu et sont incroyablement résistants. Ils peuvent se réincarner en réveillant leur mémoire dans un hôte humain mais cette réincarnation peut parfois durer longtemps. (Par exemple avec Wisely, assassiné par Néa qui mit 35 ans à se réincarner). Quelquefois, les descendants de Noé refusent de se laisser ronger par leur mémoire (Tyki Mikk), même s'ils acceptent leur destin. 
Ils ont des caractéristiques physiques qui permettent de les reconnaitre : de fines étoiles noires sur le front (stigmates) et un teint de peau grisâtre, cependant, ils peuvent prendre une apparence humaine "normale".

#### Akuma
Le terme Akuma signifie « démon » en japonais. Les Akuma sont créés par le Comte Millénaire qui se sert du chagrin d'une personne venant de perdre un proche pour rappeler l'âme du défunt et la lier à l'Akuma. Le Comte ordonne ensuite à l'Akuma de tuer la personne qui l'a rappelé pour prendre possession de son corps. Les Akuma ont donc une apparence humaine, mais peuvent se changer en arme pour le combat. Ils deviennent aussi plus forts et plus intelligents en tuant des humains : on dit alors qu’ils évoluent. L'âme de la personne ressuscitée est également empreinte à une grande souffrance morale (ce qui ne déteint pas sur leur caractère destructeur) et la vision de leur âme est particulièrement pénible mais seul Allen a la capacité de les percevoir grâce, ou à cause, de son œil maudit.
Actuellement[Quand ?], 4 niveaux sont connus :
- Niveau 1 : l'Akuma a la forme d'une énorme boule hérissée de canons avec un visage humain et une étoile sur le front (pentacle ou penté rétro) au centre. Il est totalement dépourvu de conscience. Son attaque se résume à des tirs d'obus empoisonnés, créés par leur propre sang, que les exorcistes symbiotiques peuvent contrer car ils sont insensibles au virus. Les personnes touchés par les obus sont réduites en poussières.
- Niveau 2 : l'Akuma gagne une apparence et un pouvoir qui lui sont propres. Il commence aussi à éprouver des sentiments, particulièrement de la joie lors des combats. Pour évoluer à ce niveau, l'âme de l'Akuma doit se corrompre en tuant un grand nombre de personnes.
- Niveau 3 : l'Akuma se personnalise complètement. Il possède un style de combat qui lui est propre, un caractère unique, mais aussi une puissance incomparable. Les Akuma de niveau 3 sont très difficiles à tuer, en grande partie à cause de cette grande diversité. Lorsqu'ils ne se nourrissent pas d'humains, ils peuvent s'attaquer aux autres Akuma, voire entre niveaux 3 et procèdent au cannibalisme. Les niveaux 3, s'ils sont plusieurs, peuvent fusionner pour former un Akuma géant qui maitrise une technique appelé étoiles Gita ; son point faible est sa tête. Un Maréchal n'a aucun problème pour s'en débarrasser.
- Niveau 4 : Après avoir tué et avalé un grand nombre d'humains, l'Akuma de niveau 3 se transforme en une femme faite du corps de l'Akuma, ayant un gros ventre et avec l'inscription 4 sur celui-ci. L'Akuma qui en sort a une âme horrible, elle est complètement rongée par l'antimatière. Malgré son allure angélique et infantile, l'Akuma qui sort de ce ventre est une vraie machine de guerre assoiffée de sang et possédant une puissance incomparable. D'après Bookman, l'Akuma de niveau 4 qui est apparu dans le QG de la Congrégation est historiquement le premier à atteindre un tel niveau, mais d'autres arriveront par la suite. Ils semblent posséder chacun une technique unique mais cela reste à confirmer.
- Niveau 5 : Cela reste à confirmer et cela n'a pas été dit clairement, mais les Noah ont fait de nombreux sous entendus (et la transformation des troisièmes génération peut en attester), les Akumas de niveau 5 seraient des matrices qui, lorsqu'elles atteindraient ce niveau, se diviseraient en plusieurs Akumas de niveau 1 qui, à leur tour, monteront de niveau jusqu'à devenir matrice à leur tour. On ne sait pas leur apparence, n'en ayant jamais vu ni dans l'anime, ni dans le manga.

Les Akuma peuvent être détruits de plusieurs façons :
- par une Innocence : l'âme emprisonnée est alors libérée.
- par autodestruction sur ordre du Comte Millénaire, d'un membre du Clan Noé ou encore de Cross Marian : l'âme emprisonnée est alors détruite.
- pour les niveaux 1,2 et 3 : en étant mangé par un niveau 3.
- par des semi-akuma, des humains qui ont fait l'objet d'expériences par la Congrégation: l'âme est alors détruite.

## Manga
À l'international, le manga est édité par  VIZ Media au Royaume-Uni, Madman Entertainment en Nouvelle-Zélande,  Tokyopop en Allemagne, Panini Comics en Italie, Tong Li Comics à Taïwan , Chuang Yi Comics à Singapour, et Editorial Vid|Grupo Editorial Vid au Mexique.

### Liste des volumes et chapitres
Liste des volumes sortis en France :
- Tome 1 : Opening - sorti le 6 septembre 2006 -  (ISBN 978-2-7234-5584-8)
- Tome 2 : Le vieil homme et l'aria d'un soir de solitude - sorti le 8 novembre 2006 -  (ISBN 978-2-7234-5585-5)
- Tome 3 : Un jour sans fin - sorti le 14 février 2007 -  (ISBN 978-2-7234-5750-7)
- Tome 4 : Les maréchaux péril - sorti le 4 avril 2007 -  (ISBN 978-2-7234-5751-4)
- Tome 5 : Prémonition - sorti le 20 juin 2007 -  (ISBN 978-2-7234-5752-1)
- Tome 6 : Suppression - sorti le 22 août 2007 -  (ISBN 978-2-7234-5753-8)
- Tome 7 : Le Destructeur du temps - sorti le 7 novembre 2007 -  (ISBN 978-2-7234-5820-7)
- Tome 8 : Message - sorti le 9 janvier 2008 -  (ISBN 978-2-7234-6166-5)
- Tome 9 : Notre espoir - sorti le 5 mars 2008 -  (ISBN 978-2-7234-6167-2)
- Tome 10 : La mémoire du clan Noé - sorti le 7 mai 2008 -  (ISBN 978-2-7234-6168-9)
- Tome 11 : Rouge Estrade - sorti le 9 juillet 2008 -  (ISBN 978-2-7234-6440-6)
- Tome 12 : Poker - sorti le 10.09.2008 -  (ISBN 978-2-7234-6453-6)
- Tome 13 : Un chant dans les ténèbres - sorti le 5 novembre 2008 -  (ISBN 978-2-7234-6614-1)
- Tome 14 : Quand ils reviendront - sorti le 10 février 2009 -  (ISBN 978-2-7234-6799-5)
- Tome 15 : L'ennemi entre les murs ! - sorti le 8 avril 2009 -  (ISBN 978-2-7234-6800-8)
- Tome 16 : Next Stage - sorti le 1er juillet 2009 -  (ISBN 978-2-7234-7118-3)
- Tome 17 : Identité - sorti le 9 septembre 2009 -  (ISBN 978-2-7234-7119-0)
- Tome 18 : Lonely Boy - sorti le 3 février 2010 -  (ISBN 978-2-7234-7463-4)
- Tome 19 : Le sang de la Guerre Sainte - sorti le 19 mai 2010 -  (ISBN 978-2-7234-7464-1)
- Tome 20 : La Voix de Judas - sorti le 29 juillet 2011 -  (ISBN 978-2-7234-7465-8)
- Tome 21 : Little Goodbye - sorti le 7 septembre 2011 -  (ISBN 978-2-7234-8265-3)
- Tome 22 : Fate - sorti le 4 juillet 2012 -  (ISBN 978-2-7234-8763-4)
- Tome 23 : Des hommes en marche - sorti le 3 juillet 2013 -  (ISBN 978-2-7234-8764-1)
- Tome 24 : À tes côtés - sorti le 2 juillet 2014 -  (ISBN 978-2-344-00286-5)
- Tome 25 : Il a oublié l'amour - sorti le 1er février 2017 -  (ISBN 978-2-344-01987-0)
- Tome 26 : Le secret et la dépouille - sorti le 2 octobre 2019 -  (ISBN 978-2-344-03836-9)
- Tome 27 : Bras rouge et Pierrot le clown - sorti le 2 juin 2021 -  (ISBN 978-2-344-04704-0)
- Tome 28 : Bras rouge et Mana, sorti le 23 août 2023 -  (ISBN 978-1-9747-4075-8)[8] )

## Animes

### D.Gray-man
La première série animée, réalisée par Osamu Nabeshima et produite par TMS Entertainment en collaboration avec Aniplex chargé de la bande musicale, est diffusée sur TV Tokyo du 3 octobre 2006 au 30 septembre 2008 pour un total de 103 épisodes. 
L'anime couvre l'intrigue du manga jusqu'au chapitre 156 (volume 16) et contient un certain nombre d'épisodes filler, notamment au cours des 51 premiers épisodes. La trame reste cependant globalement fidèle à l'histoire du manga, malgré quelques infidélités mineures. Pour la version française, Kana Home Video a acquis la licence. L'anime a été diffusé pour la première fois le 1er septembre 2008 sur Game One jusqu'à l'épisode 51.
Et puis la deuxième saison est sortie avec 52 épisodes.

### D.Gray-Man Hallow
Une suite, nommée D.Gray-man Hallow, est diffusée du 4 juillet au 26 septembre 2016 sur TV Tokyo pour un total de 13 épisodes. Toujours produite par TMS Entertainment avec un nouveau staff animation ainsi qu'un nouveau doublage, ce nouvel anime est réalisé par Yoshiharu Ashino et scénarisé par Michiko Yokote, Tatsuto Higuchi et Kenichi Yamashita, avec Yosuke Kabashima à la charge du nouveau design des personnages. 
Cette suite adapte les chapitres 165 à 208 du manga (volumes 17-23). Elle prend à la fois quelques raccourcis sur l'intrigue en raison de son format saisonnier de 13 épisodes, mais propose tout de même plusieurs scènes originales, notamment durant les derniers épisodes. En France, la série est disponible en simulcast sur Wakanim et en Blu-Ray aux éditions @Anime. 

### Distribution
Le doublage en français de D.Gray-man est réalisé par Paraboles Productions sous la direction d'Helena Schmatko.
| Personnages      | Personnages      | Voix japonaises                              | Voix françaises                   |
| ---------------- | ---------------- | -------------------------------------------- | --------------------------------- |
| Allen Walker     | Allen Walker     | Sanae Kobayashi                              | Jennifer Baré                     |
| Yū Kanda         | Yū Kanda         | Takahiro Sakurai                             | Alexandre Crépet                  |
| Lavi             | Lavi             | Ken'ichi Suzumura                            | Xavier Percy                      |
| Lenalee Lee      | Lenalee Lee      | Shizuka Itō                                  | Helena Schmatko (Monika Lawinska) |
| Miranda Lotto    | Miranda Lotto    | Megumi Toyoguchi                             | Laurence César                    |
| Arystar Krory    | Arystar Krory    | Mitsuo Iwata                                 | Christophe Hespel                 |
| Cross Marian     | Cross Marian     | Hiroki Tōchi                                 | Martin Spinhayer                  |
| Bookman          | Bookman          | Takeshi Aono                                 | Olivier Cuvellier                 |
| Hevlaska         | Hevlaska         | Yūko Kaida                                   | Helena Schmatko                   |
| Komui Lee        | Komui Lee        | Katsuyuki Konishi                            | Mathieu Moreau                    |
| Reever Wenhamm   | Reever Wenhamm   | Ryōtarō Okiayu                               | Lionel Bourguet                   |
| Suman Dark       | Suman Dark       | Hozumi Gōda                                  | Vincent Ribeiro                   |
| Jony Gill        | Jony Gill        | Tomohiro Tsuboi                              | Maxime Donnay                     |
| Comte Millénaire | Comte Millénaire | Junpei Takiguchi                             | Bernard Faure                     |
| Road Kamelot     | Road Kamelot     | Ai Shimizu                                   | Marie Van Renterghem              |
| Tyki Mikk        | Tyki Mikk        | Toshiyuki Morikawa                           | Valery Benjilali                  |
| Skin Boric       | Skin Boric       | Kenta Miyake                                 | Laurent D'Elia                    |
| Jasdavi          | Jasdavi          | Jun Fukuyama (Jasdero) Mitsuki Saiga (David) |                                   |
| Lero             | Lero             | Shizuka Itō                                  | Marie-Line Landerwijn             |

### Musique
Toutes les musiques de l'anime D.Gray-man sont composées par Kaoru Wada, en dehors des génériques de début et de fin.
Trois compilations regroupant les musiques de la série sont sorties :
Une compilation regroupant l'ensemble des génériques est également sortie :

Pour le détail des génériques des épisodes voir : 

## Produits dérivés

### DVD
Depuis janvier 2009, l'anime D.Gray Man est édité en DVD par Kana Home Video en version française et en version originale sous-titrée en français.
- Volume 1, paru le 30 janvier 2009, épisodes 1 à 10 + livret collector de 32 pages[10]
- Volume 2, paru le 3 avril 2009, épisodes 11 à 20 + planche d'autocollants[11]
- Volume 3, paru le 3 juin 2009, épisodes 21 à 30 + 3 cartes postales DGM[12]
- Volume 4, paru le 26 août 2009, épisodes 31 à 40 + 1 mobile cleaner (accessoire pour écran de gsm)[13]
- Volume 5, paru le 7 octobre 2009, épisodes 41 à 51 + 6 magnets exclusifs[14]
- Un coffre regroupant l'intégrale de la première saison est sorti le 6 octobre 2010[15]

### Publications
Une série de light novel, écrit par Kaya Kizaki et illustré par Katsura Hoshino, sort également. Le premier tome nommé Le Voyage d'un clerc (旅立ちの聖職者) est sorti le 30 mai 2005 au Japon et le 5 septembre 2012 en France. Le deuxième tome intitulé Le 49e nom (四十九番目の名前) sort le 4 juillet 2006 au Japon et le 4 septembre 2013 en France. Le troisième tome nommé Lost Fragment of Snow sort le 3 décembre 2010 au Japon.
Une édition spéciale en 3 tomes contenant environ 550 pages chacun sort entre le 13 novembre 2009 et le 15 janvier 2010,.
Un Art Book nommé D.Gray-Man Noche sort le 4 février 2010 au Japon et le 30 novembre 2011 en France.
- Un Art Book nommé D.Gray-Man Gray Walker est prévu pour le 2 septembre 2016 au Japon.

Un characters book intitulé キャラグレ！ sort le 4 juillet 2011 au Japon.
Un fan book intitulé D.Gray-Man Gray Ark sort le 4 juillet 2011 au Japon et le 2 mars 2011 en France. Il contient le pilote de la série nommé Zone.
- Un fan Book nommé D.Gray-Man Gray Log est prévu pour le 4 août 2016 au Japon.

### Jeux vidéo
- Jump Super Stars et Jump Ultimate Stars sortis sur Nintendo DS en 2005 et en 2006

- D.Gray-man : Kami no Shitotachi[28]

Développeur : Konami
Date de sortie :  29 mars 2007
Support : Nintendo DS
- D.Gray-man Sōsha no Shikaku[29]

Développeur : Konami
Date de sortie :  11 septembre 2008
Support : PlayStation 2
- Allen apparaît comme personnage de soutien dans le jeu vidéo J-Stars Victory Vs sorti sur PlayStation 3 en mars 2014.

## Autour du manga

Tatouage de Kanda représentant le « Om̐ ».

Le personnage de Lavi était à l'origine le personnage principal d'un autre projet de manga de l'auteur : Book-man. Pour le physique du personnage d'Arystar Krory, l'auteur s'est inspiré de l'acteur et chanteur japonais Yusuke Santamaria. Son nom fait référence à l'écrivain et occultiste britannique Aleister Crowley. L'histoire du volume 2 Le vieil homme et l'aria d'un soir de solitude est inspirée de la pièce de nô Koi no omomi (« le fardeau de la passion ») qui traite de l'amour entre un vieil homme et une jeune fille. Le nom du vieil homme, Gzor, vient d'un opéra de Richard Wagner, Parsifal et du personnage du magicien Klingzor. Le nom du golem Timcanpy est emprunté à une marque de bijoux en argent appréciée par Katsura Hoshino.